# Benidorm Fest
El Benidorm Fest es un festival de la canción organizado en España por la empresa pública de comunicación Radiotelevisión Española (RTVE) en colaboración con la Generalidad Valenciana. Este concurso determina la canción representante del citado país para el Festival de la Canción de Eurovisión y se celebra desde el año 2022 en la localidad homónima. El certamen consta de dos semifinales y una final, siendo el ganador elegido por el público y por equipos de jueces, ambas partes con la misma influencia en el resultado final.
El origen del programa está en el Festival Internacional de la Canción de Benidorm. Por él han pasado artistas como el Dúo Dinámico, Raphael, Julio Iglesias, Tino Casal, Víctor Manuel, Karina, Betty Missiego, Dyango, José Vélez o Barei.

## Historia

### Antecedentes
En 1958, en España surgió la idea de celebrar un festival de la canción veraniego al estilo de lo que se estaba haciendo en San Remo, Italia, desde 1951 (véase Festival de la Canción de San Remo). Este hecho se produjo en el quiosco El Tío Quico, donde se encontraban el alcalde de la ciudad, Pedro Zaragoza Orts; el escritor y periodista Carlos Villacorta, director del gabinete de prensa de la Secretaría General del Movimiento, y el periodista Teodoro Delgado Pomata. En julio de 1959 se celebró la primera edición de un evento llamado Festival Español de la Canción de Benidorm, organizada por la Red de Emisoras del Movimiento desde el Manila Park de la ciudad.
El éxito de la primera edición se manifestó en las 1355 canciones presentadas. Finalmente la ganadora fue "El telegrama", una canción de Gregorio y Alfredo García Segura. El triunfo de la canción «Un telegrama» y su apoteósico éxito en la España de la época garantizó la continuidad del festival en Benidorm. Además algunas ciudades del sur de España intentaron sacar adelante programas similares como el "Costa Verde", del festival de la "Canción de Miño" o el festival de "Aranda del Duero". La estructura del programa consistía en una primera criba de la que los que salían seleccionados se enfrentaban entre sí durante dos jornadas para llegar a la final que se celebrara el tercer día.
Durante su primera etapa (1969-1985) se sucedieron los mayores éxitos de la historia del festival, como «Comunicando» interpretada por Arturo Millán, «Quisiera ser», del Dúo Dinámico, «Tu loca juventud» de Federico Cabo, «La vida sigue igual» y «Amor amargo». Además, contó con la participación de emergentes figuras de la canción ligera española, como Dúo Dinámico, Raphael, Bruno Lomas, Joe y Luis, Michel, Los Gritos y Julio Iglesias . Igualmente, aunque no fue su catapulta hacia el éxito, durante estos años se presentaron artistas como Karina, Víctor Manuel, Lolita Garrido y Manolo Otero. Además, también participó Rosa Morena, quien ya gozaba de éxito en el extranjero antes de su consagración en España.
Por otro lado, la etapa que se desarrolló entre 1972 y 1985 marcó un cierto declive del festival. Se considera asó por la pérdida de calidad de las canciones y su menor repercusión en las radios españolas. Aun así se celebraron todas las ediciones a excepción de las ediciones de 1979 y 1984 y las ediciones experimentales en 1983 (no competitiva) y en 1985 (que buscó un público más joven, invitando a participar a grupos pop-rock como Alphaville, Seguridad social o Aerolíneas Federales) no lograron levantar el interés en el público, lo que llevó a la cancelación del festival de 1986 a 1992.
Más tarde, tras una pausa de siete años consecutivos, en 1993 se volvió a celebrar comenzando la tercera etapa del concurso. El evento se convirtió en internacional a partir de 2004, adoptando la denominación de Festival Internacional de la Canción de Benidorm, y dejó de celebrarse en 2006, tras su 39.ª edición por el escaso interés del público y de los medios de comunicación. Durante estas 14 ediciones, la repercusión mediática del festival fue muy escasa.
Cabe destacar que el festival se retransmitía por TVE, aunque durante los años 1960 y 1970 no se emitió íntegro porque era un espectáculo más pensado para el público congregado en Benidorm que como programa de televisión. Las ediciones de 1993 a 1996 fueron retransmitidas por Telecinco y a partir de 1997, la retransmisión volvió a realizarse por TVE y por el canal autonómico Canal 9. La edición de 2006 no tuvo cobertura televisiva nacional, ya que TVE se desvinculó del proyecto y solo fue emitida por Canal 9.

### Regreso de un festival a Benidorm
Después de 15 años del final del Festival de Benidorm, el 22 de julio de 2021, RTVE retransmitió una conferencia desde la ciudad alicantina en la que, el presidente de la Generalidad Valenciana, Ximo Puig; el alcalde de Benidorm, Antonio Pérez, y el presidente de la radiodifusora, José Manuel Pérez Tornero, comunicaron el regreso de un festival llevado a cabo en la ciudad valenciana con el propósito de convertirse en la nueva preselección de España en el Festival de la Canción de Eurovisión a largo plazo. En dicha retransmisión, la televisión pública aseguró cambios y mecánicas renovadas, así como un “doble concurso” en el que se compaginarían tanto cantantes profesionales como cantantes amateurs, cuyo premio sería la posibilidad de representar a España en Eurovisión, empezando en la edición de 2022. Luego, el 29 de septiembre del mismo año, fueron publicadas las bases y la mecánica, y se anunció que el certamen se denominaría "Benidorm Fest".
En 2022, el evento recibió varios premios, entre ellos el Premio Iris de la Crítica 2022, otorgado por la Academia de Televisión y el premio del Festival de Televisión de Vitoria, FesTVal, por "unir a las diferentes generaciones en torno a la música" y "traspasar la pantalla generando una gran interactividad entre el público".
En mayo de 2023, la directora de Comunicación de la Corporación RTVE, María Eizaguirre, que formó parte del grupo impulsor inicial en la nueva etapa del festival, presentó el proyecto en el Parlamento Europeo como referencia de iniciativas de participación ciudadana junto con "La gran consulta", llevadas a cabo por la Corporación con los objetivos de "acercarse a la audiencia, crear un vínculo con la población más joven y difundir valores de diversidad social y cultural".

## Formato
A mediados del mes de febrero, mediante dos semifinales y una final, dieciséis candidatos —ya sean solistas, dúos, tríos o grupos— interpretan sus canciones en directo. Después, el público (compuesto por el televoto y un panel demoscópico de jueces, este último formado por una muestra de la población española seleccionada mediante reglas estadísticas y demoscópicas, el cual está compuesto por 350 personas de diferentes edades, sexos y clases sociales, entre otros aspectos) y un jurado, tanto nacional como internacional, proceden a votar al 50 % por las canciones que a su juicio son las mejores. Al final del programa, la canción con más puntos se declara vencedora, convirtiéndose en la representante de España en el Festival de la Canción de Eurovisión, otorgando a su vez, desde 2026, un premio de 100 000€ para el artista o grupo ganador y otro de 50 000€ para los autores de la canción.

### Rondas televisadas y votaciones
Las semifinales son transmitidas en dos noches de la misma semana (martes y jueves). En cada una de ellas compiten ocho canciones, pasando cuatro de ellas a la fase final. El público y el jurado son los encargados de elegir a los finalistas, cada bloque con un peso del 50 % en la decisión final. Más concretamente, cada miembro del jurado –cuatro nacionales y cuatro internacionales– reparte individualmente 12, 10, 8, 7, 6, 5, 4 y 2 puntos, mientras que el público distribuye 80, 70, 60, 56, 50, 44, 40 y 32 puntos, de los cuales una mitad (40, 35, 30, 28, 25, 22, 20 y 16 puntos) corresponde al televoto a través de llamadas telefónicas, mensajes SMS y el voto único gratuito de la aplicación de RTVE Play (en este último constan de manera anónima la fecha de nacimiento, el sexo, el país y el código postal de cada votante y dicho voto tiene exactamente el mismo valor que un voto de pago a través de una llamada telefónica o de un mensaje SMS), y la otra mitad, al voto demoscópico. En total, se reparten 864 puntos en cada gala (432 por parte del jurado –54 por miembro– y 432 del público –216 del televoto y 216 del voto demoscópico–).
En caso de fallos técnicos o de empate en el número de votos del público demoscópico, se resuelve por referencia del jurado, es decir, el tema que tiene más votos del jurado es el que se mantiene en la posición superior. Si con ello no se resuelve, se desempata con el que tiene más plenos de los votos del jurado (más doces, más dieces…). Cabe destacar que, en semifinales, solo se resuelven los empates hasta el 4.º puesto, que es el corte para acceder a la final.
En cuanto a la final, esta tiene lugar el sábado que sigue a la celebración de las semifinales. En ella participan ocho canciones (las cuatro más votadas en cada semifinal), siendo la ganadora la que represente a España en el Festival de la Canción de Eurovisión. El sistema de votación compuesto por el público y el jurado es el mismo que en las galas previas, siguiendo los mismos criterios de desempate que en semifinales, aunque solo se resuelve si afecta al 1.er puesto, ya que se determina únicamente al vencedor. En total, se reparten también 864 puntos (432 por parte del jurado –54 por miembro– y 432 del público –216 del televoto y 216 del voto demoscópico–).
Finalmente, en caso de empate en el cómputo final de los votos del jurado y el público, resultan finalistas (en semifinales) o ganadora (en la final) las canciones que reciben las mejores puntuaciones del público. Por tanto, los empates se resuelven priorizando la decisión del público, de modo que la que obtenga la mayor suma entre el panel demoscópico y el televoto es la que obtiene la posición superior y, por tanto, resulta seleccionada. Asimismo, en caso de fallos técnicos en los sistemas de voto demoscópico y televoto que puedan impedir determinar los resultados de las votaciones del público, resulta ganadora la canción que reciba la mejor puntuación del jurado. No obstante, si los fallos técnicos solo se dan en uno de los sistemas (bien en el demoscópico o bien en el televoto), el otro sistema de votación del público que no haya presentado fallos pasa a representar el 50 % del resultado del público a todos los efectos.

## Símbolos de identidad

### Himno
El himno del Benidorm Fest, titulado «Vita est», fue compuesto por el músico Pepe Herrero y es interpretado por la Orquesta y Coro de RTVE. Se trata de una pieza sinfónica inspirada en temas clásicos como «O Fortuna» de Carmina Burana de Carl Orff, conjugándolo con grandes composiciones modernas de compositores como Hans Zimmer. Asimismo, la letra, compuesta en latín, destaca el valor de la música para unir a los pueblos y de cómo a través del arte y la cultura podemos ser libres, hablando también de los sueños, la superación y los valores del propio Festival de Eurovisión.
Por otro lado, partiendo del tema principal, el autor produjo 15 variaciones del himno, de distinta duración y plantilla instrumental, para diferentes usos. Entre las versiones, se encuentra el Adagio, un tema más lento y sin percusión, metales, maderas, piano ni letra; solo con instrumentos de cuerda y las voces del coro.

### Trofeo
El ganador o ganadores del Benidorm Fest reciben un Micrófono de Bronce, elaborado por el escultor ovetense José Luis Fernández. Se trata de una obra de 30 centímetros de alto, fundida en bronce y elaborada con el método de fundición a la cera perdida.

## Selección de los participantes
Durante un periodo aproximado de un mes, RTVE inicia un plazo para que artistas, autores y compositores envíen sus propuestas a la corporación de radiotelevisión pública, mientras que la propia radiodifusora se reserva una invitación directa a cantantes y autores reconocidos del panorama musical actual. Al certamen pueden presentarse intérpretes, grupos y autores que cumplan como mínimo 16 años antes del 1 de mayo, debiendo ser de nacionalidad española o disponer de la residencia permanente en España (en el caso de dúos o grupos, al menos el 50 % de los integrantes debe cumplir esta condición). Cabe destacar que los cantantes pueden enviar únicamente una solicitud, aunque los compositores tienen la posibilidad de presentar un tema como autores principales, y dos adicionales como coautores.

### Canciones
Las canciones deben ser originales y no haber sido publicadas, interpretadas o distribuidas, en todo o parte, antes del 1 de septiembre del año anterior a la celebración del Festival de Eurovisión. Además, la canción tiene que durar como mínimo 2 minutos y medio y, como máximo, 3 minutos, incluyendo letra en castellano y/o lenguas cooficiales de España, aunque se aceptan canciones con fragmentos en idiomas extranjeros, siempre que no superen el 40 % del texto. Asimismo, los autores pueden sugerir el artista y/o grupo que considere ideal para interpretar su canción, pero la decisión final siempre es de RTVE.

### Intérpretes
Tras las inscripciones, un jurado compuesto por profesionales de RTVE y de la industria musical valora las propuestas recibidas y selecciona las 16 candidaturas que formarán parte del Benidorm Fest, de las cuales dos, como mínimo, deben ser de las que se inscribieron desde la web. Para elegir a los participantes se tiene en cuenta la variedad de género, la combinación de referentes musicales con nuevos talentos y la variedad de estilos. Por último, el anuncio del nombre de los artistas y las canciones por parte de RTVE se produce entre noviembre y diciembre del año previo.

## Presentadores
| La 1            | La 1 | La 1 | La 1 | La 1 | La 1 |
| Ediciones       | 1.ª  | 2.ª  | 3.ª  | 4.ª  |      |
| Año             | 2022 | 2023 | 2024 | 2025 |      |
| --------------- | ---- | ---- | ---- | ---- | ---- |
| Alaska          |      |      |      |      |      |
| Máximo Huerta   |      |      |      |      |      |
| Inés Hernand    |      |      |      |      |      |
| Mónica Naranjo  |      |      |      |      |      |
| Rodrigo Vázquez |      |      |      |      |      |
| Ruth Lorenzo    |      |      |      |      |      |
| Marc Calderó    |      |      |      |      |      |
| Ana Prada       |      |      |      |      |      |
| Paula Vázquez   |      |      |      |      |      |

### Espacios derivados
| La 1                        | La 1              | La 1 | La 1 | La 1 | La 1 |
| Ediciones                   | Ediciones         | 1.ª  | 2.ª  | 3.ª  | 4.ª  |
| Año                         | Año               | 2022 | 2023 | 2024 | 2025 |
| --------------------------- | ----------------- | ---- | ---- | ---- | ---- |
| Benidorm calling            | Carolina Iglesias |      |      |      |      |
| Benidorm calling            | Fernando Macías   |      |      |      |      |
| Benidorm calling            | Xuso Jones        |      |      |      |      |
| Benidorm calling            | Jordi Cruz        |      |      |      |      |
| Benidorm calling            | Inés Hernand      |      |      |      |      |
| Benidorm calling            | Lalachus          |      |      |      |      |
| Benidorm calling            | Iban García       |      |      |      |      |
| Benidorm calling            | Masi Rodríguez    |      |      |      |      |
| Be Fest Stars               | Alaska            |      |      |      |      |
| Benidorm Fest: Los elegidos | Rodrigo Vázquez   |      |      |      |      |
| Benidorm Fest: Los elegidos | Julia Varela      |      |      |      |      |
| La noche del Benidorm Fest  | Aitor Albizua     |      |      |      |      |
| La noche del Benidorm Fest  | Soraya Arnelas    |      |      |      |      |
| La noche del Benidorm Fest  | Alberto Guzmán    |      |      |      |      |
| La noche del Benidorm Fest  | Miki Núñez        |      |      |      |      |
| La noche del Benidorm Fest  | Inés Hernand      |      |      |      |      |
| La noche del Benidorm Fest  | Lalachus          |      |      |      |      |
| La noche del Benidorm Fest  | Masi Rodríguez    |      |      |      |      |

## Ganadores
| Año  | Canción    | Intérprete(s) | Compositor(es)                                           | Resultado en Eurovisión | Resultado en Eurovisión | Refs.  |
| Año  | Canción    | Intérprete(s) | Compositor(es)                                           | Posición                | Puntos                  | Refs.  |
| ---- | ---------- | ------------- | -------------------------------------------------------- | ----------------------- | ----------------------- | ------ |
| 2022 | «SloMo»    | Chanel        | Leroy Sánchez, Ibere Fortes, Maggie Szabo, Keith Harris. | 3.ª                     | 459                     | [ 28 ] |
| 2023 | «Eaea»     | Blanca Paloma | Blanca Paloma, Álvaro Tato, José Pablo Polo.             | 17.ª                    | 100                     | [ 29 ] |
| 2024 | «Zorra»    | Nebulossa     | Mery Bas, Mark Dasousa.                                  | 22.ª                    | 30                      | [ 30 ] |
| 2025 | «Esa diva» | Melody        | Alberto Fuentes Lorite, Melodía Ruiz Gutiérrez           | 24.ª                    | 37                      |        |
| 2026 | TBD        | TBD           | TBD                                                      | TBD                     | TBD                     | TBD    |

Leyenda
     Ganador
     Segundo puesto
     Tercer puesto
     Cuarto o quinto puesto (Top 5)
     Último puesto
     Festival cancelado

## Audiencias

### Audiencias de cada edición
| Edición            | Audiencias        | Audiencias        | Audiencias        |
| Edición            | 1.ª semifinal     | 2.ª semifinal     | Gran final        |
| ------------------ | ----------------- | ----------------- | ----------------- |
| Benidorm Fest 2022 | 11,8% (1.534.000) | 14,2% (1.728.000) | 21% (2.966.000)   |
| Benidorm Fest 2023 | 10% (1.044.000)   | 9,4% (1.020.000)  | 14,7% (1.887.000) |
| Benidorm Fest 2024 | 10,8% (1.005.000) | 10,5% (1.039.000) | 16,6% (1.977.000) |
| Benidorm Fest 2025 | 13,1% (1.215.000) | 11,7% (1.030.000) | 17,1% (1.938.000) |
| Benidorm Fest 2026 | TBD               | TBD               | TBD               |